# Nursery Rhyme
《Nursery Rhyme》是日本Lump of Sugar公司於2005年11月25日發售的戀愛冒險類型成人遊戲，Lump of Sugar的第一部作品。

## 概要
《Nursery Rhyme》是Lump of Sugar於2005年創立後的第一款作品，同年8月舉辦的Comic Market 68釋出遊戲試玩版之後，讓玩家體驗遊戲系統。完整版在Microsoft Windows平台上推出，最初預定於10月28日發行，但是因故延期一個月後的11月25日販售完整版。
原畫以及人物設定是由同人社團《ZIP》的插畫家萌木原文武所繪製，標題Nursery Rhyme是英語的童謠意義，製作團隊最初使用「純愛的心～動冒險遊戲」（ピュアラブは～とふるアドベンチャーゲーム；pure love heartful adventure game）作為遊戲的類型。

## 登場人物

### 主要角色
支倉靜真（Hasekura Shizuma，聲：中村俊洋（廣播劇CD））
本作的主人公。將星學園普通系1年A班的男生，成績優秀及忠厚老實的少年。
巴真紀奈（Tomoe Makina，聲：金田真晝）
將星學園體育系1年E班的女生，種族是「人類」（Human）。性格開朗。魔法球的體育活動「索菲羅斯」的運動員。很擅長運動，但是不擅長學習和家務事。
巴有希奈（Tomoe Yukina，聲：松永雪希）
真紀奈的雙胞胎姐姐，學園普通系1年A班，靜真的同班同學。和真紀奈相反，性格老實及善於烹調。愛好是園藝。
Tīta Furōresu Buranto（Tita Flawless Brandt）　聲：吉川華生（遊戲）/櫻庭若菜（廣播劇CD）
人類的少女，靜真的同班班長。巴家的鄰人，又是巴姐妹的青梅竹馬。父親是大財團「Brandt Corporation」的總經理。文武雙全，傲嬌。
敷島·Krile（Shikishima Kururu，聲：西田小麥）
獸耳種族（Lycan）的天才少女，將星學園魔法系2年G班。愛好是讀書，沉默寡言。
凛·Lim Venus（Rin Rimu Wemusu，聲：松田理沙）
耳長種族（Elfan）的女生，太星女子大學2年級，願意當教師。不能用魔法。彬彬有禮。

### 次要角色
巴由里亞（Tomoe Yuria，聲：松永雪希）
真紀奈和有希奈的母親，寡婦。靜真和Krile和凛奇宿在巴家裡。
Azuraeru（Azrael）　聲：水鏡
絨布黑貓，Krile的朋友。能說語言（但是刻薄話）。
舘川春奈（Tachikawa Haruna，聲：神村比奈）
人類的女生，將星學園普通系2年級，Krile的親密朋友。與Krile一樣，喜歡看書。
Marī Kerī（Marie Kelly）　聲：西田小麥
獸耳種族的女生，真紀奈的同班同學，屬於索菲羅斯部。與真紀奈一樣，性格開朗。
Firippu Miyagawa（Philippe Miyagawa）　聲：石川大介
耳長種族的男生，靜真的朋友。學園體育系1年E班，真紀奈的同班同學，屬於足球部。喜歡勾引少女。
東村山籐吉郎（Higashimurayama Tōkichirō，聲：中村悠一）
人類的男生，靜真的同班同學。個子大。聲音小。屬於手工藝部。外號是「藤」（Fuji）。
參考資料：

## 製作人員
- 原畫、人物設計：萌木原文武
- 腳本：、大三元、高島榮二、秋史恭
- 音樂：ave;new
- 主題曲歌手：佐倉紗織
  - 片頭曲「true my heart」
  - 片尾曲「Dearness」

## 相關商品
- Nursery Rhyme Visual Guidebook：2006年4月24日發售、ISBN 4-86176-294-4
- 廣播劇CD《Life is sweet》：2006年6月30日發售
- 小說《Nursery Rhyme 1.我的王子》：2006年9月25日發售、ISBN 4-86133-087-4
- Itsusora&NurseryRhyme Desktop Accessories《Sugar Pot!》：2007年8月17日發售
- 單曲《True My Heart》：2007年9月5日發售

## 評價
《Nursery Rhyme》在日本美少女游戏与动画相关商品销售网站Getchu.com的2005年11月销量榜上排名第2名。

## 外部連結
官方網站 （日語）
- Lump of Sugar（页面存档备份，存于）
- Nursery Rhyme（页面存档备份，存于）